# 名島嘉吉郎 (1877年生の実業家)
名島 嘉吉郎（なしま かきちろう、1877年〈明治10年〉7月 - 没年不明）は、日本の実業家、鳥取県多額納税者、鳥取県の大地主。米子商工会議所顧問。族籍は鳥取県平民。

## 経歴
鳥取県西伯郡米子町（現・米子市）出身。名島嘉吉郎の長男。1909年、家督を相続し、前名・庄三郎を改め襲名する。醤油肥料商並金銭貸付業を営む。
中国興業銀行頭取、博愛病院代表取締役、山陰貯蓄銀行、米子ガス各取締役、名島合名会社代表社員をつとめる。

## 人物
宗教は浄土宗。趣味は囲碁、盆栽。住所は米子市博労町1丁目。

## 家族・親族
名島家
- 祖父・平次郎
- 父・嘉吉郎（1845年 - 1909年、名島家5代目[8]、鳥取県多額納税者、醤油醸造兼砂糖綛糸商及代弁業、米子銀行、中国貯蓄銀行各取締役[9]）
- 妻・なを（1881年 - ?、後藤市右衛門の叔母）[1]
- 養子
  - 桓夫（1898年 - ?、長女喜久子の夫、後藤市右衛門の弟）[1]
  - 五郎（1906年 - ?、二女美子の夫、佐藤幸太郎五男）[1]
- 孫[1]

親戚
- 弟・砂田竹太郎（鳥取県多額納税者[10]、呉服商）
- 田村源太郎（肥料商、醸造家）
- 後藤市右衛門（鳥取県多額納税者、質商）